# Nordlia
Nordlia är en tätort och kyrkby i Østre Totens kommun i Innlandet fylke i sydöstra Norge. Orten ligger vid sidan av fylkesväg 33, på västra sidan av sjön Mjøsa, sydöst om staden Gjøvik. Här finns Nordliens kyrka.

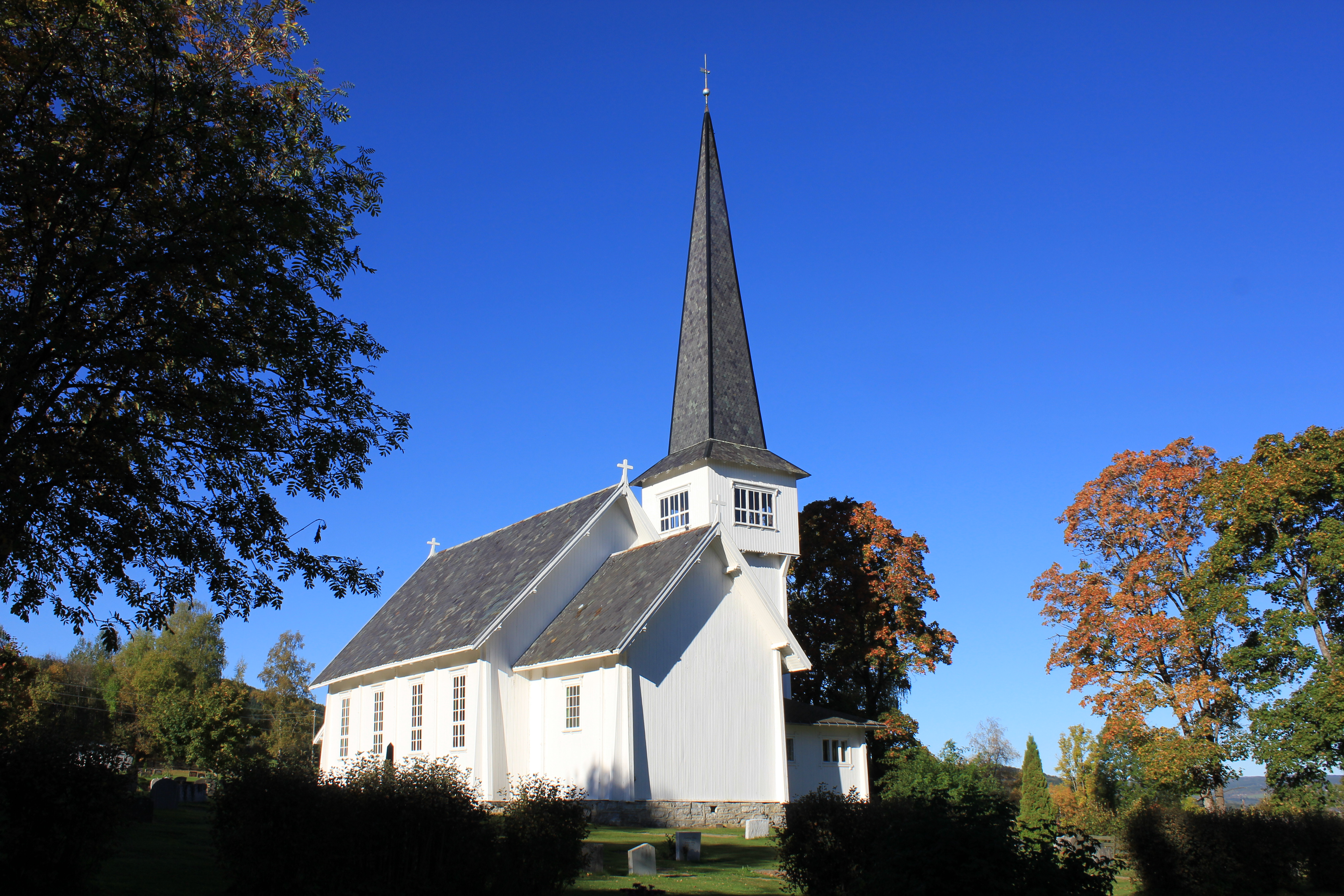
Nordliens kyrka.